# The Blair Bitch Project
The Blair Bitch Project é um filme de 1999 que faz uma paródia de outro filme chamado The Blair Witch Project em português "A bruxa de Blair". 
The Blair Bitch Project é estrelado pela atriz indicada ao Oscar, Linda Blair.  